# 记分员 (板球)
在板球运动中的计分员是被指派来记录得的所有的跑分，所有击中的三柱門，在适当情况下的投球轮的数量。在专业比赛中，遵照板球规则，指派两名记分员，更常见的是由每个队提供一名。
记分员不决定是否得跑分和附加分，是否拿下三柱門或投球的轮数。这是比赛场地裁判员的工作职责，特别是在有歧义的情况，裁判员向计分员打信号。例如在决定给附加分而不是让击球手得分，或者当决定奖给击球手4分或6分时。为了使裁判员知道计分员已经看到每一个信号，记分员立即作出反应。
然而用铅笔和白纸记分也是可能的，计分员通常使用事先打印的记分簿，并且这些计分簿根据价格的不同而有许多不同的风格。简单的计分簿可以记录每一个击球手的得分，他们的分数和出局的情况，投球手分析，球队的得分以及当每一次三柱門倒下时的得分。更先进的记分簿可以记录更多的细节，和其他的一些数据例如每一个击球手击球的数量。记分员有时也制作适合他们需要的记分单，一些用彩笔加亮诸如三柱門事件或区分不同的击球手和投球手行动的事件。从一个现代记分卡可能看出所有事情发生的时间，每一个球由谁投，哪一个击球手击杀，是否击球手扔下了球，击打了球，或没打着球，或者击球手在哪个方向击的球，以及是否获得跑分。有时在投球期间发生的细节，或天气等的事故细节都被记录下来。
早期记分有时只是简单地用棍子在高坡上刻画，这就是俚语"刻分"演变为"分数"的起源。相比之下，现代比赛的记分政策已经专业化，特别是国际和国家级的板球比赛。然而在板球规则中对计分员的职责作了清楚的规定，那就是只记录跑分，三柱門和轮数，他们互相间以及和裁判之间不断地检查记录的准确性，在实际比赛中，记分员的职责比其他的一些要求而更复杂一些。例如，板球当局关于事件的一些信息，诸如在每队投球的轮中所投球的比率。媒体也要求记分员报告给媒体比赛的计分，数据和平均分数。对于许多重要的比赛来说，非正式的计分员为广播评论员和报社记者记录分数，而让正式的记分员集中精力在比赛中，而不被打扰。在英国的国家级比赛中，计分员在可进行数据更新的中心服务器的电脑上记录分数，以符合网络媒体的要求，分数应该尽可能的保持最新的记录。
正式的计分员偶尔也犯错误，但是和裁判员犯错误不同的是，这些错误可以在事后更改。
一些从事于板球数据的人士非正式地为印刷社和广播媒体记录分数，因此而变得有名气，例如比尔弗瑞德1966年到2008年期间为BBC广播评论组记录分数，还有温迪温布什，和乔金。
自从2008年3月起，ECB（英格兰和威尔士）的板球官方协会尽管还为计分员安排一些课程，但不在提供培训。

## 计分的方法
有两种占主导地位的计分员用来记录比赛方法:人为记录和计算机记录。
手工记录使用计分板卡和钢笔。计分卡俗语叫计分簿。用记分簿，每一个球计分员填两个主要的部分，投球的分析和击球的分析。每个部分可以帮助追踪一轮中的所投球的数量，任何的附加分(诸如偏球和坏球)还有任何的三柱門(或出局)。在每轮结束时，计分员可以填一轮的分析，在分析中包括这一轮结束时的分数，已经倒下的三柱門的数量，所发生的罚分和投球手和数量。
板球计分上使用的大多数的软件使用一种前端按钮的形式，使记分员按此按钮来记录一个球接一个球的事件。额外的功能包括能够划线来标注球从击球界限上打到哪儿以及此球在哪儿落地。有额外的图表可追踪投球的结果以及击打的选择，然后这些可以被教练级别的人士使用。这些额外的信息，然而，不属于计分员特别挑剔职责的一部分，追踪记录比赛的分数。对计分员综合使用两种方式已经众所周知，万一计算机坏了或电池没电了。